# Mitracarpus schininianus
Mitracarpus schininianus là một loài thực vật có hoa trong họ Thiến thảo. Loài này được E.L.Cabral, W.A.Medina & E.B.Souza mô tả khoa học đầu tiên năm 2009.